# Parchtitz
Parchtitz település Németországban, Mecklenburg-Elő-Pomeránia tartományban. Lakosainak száma 762 fő (2023. december 31.).

## Népesség
A település népességének változása:
| Lakosok száma | 776  | 767  | 756  | 748  | 762  |
|               | 2017 | 2019 | 2021 | 2022 | 2023 |